# Херсонес (село)
Херсоне́с — село (до 2011 року — селище) Кальчицької сільської громади Маріупольського району Донецької області в Україні. Відстань до Нікольського становить 33 км і проходить переважно автошляхами Т 0508 та Н20.

## Населення
За даними перепису 2001 року населення села становило 81 особу, з них 100 % зазначили рідною мову російську.